# Oberwaltersdorf
Oberwaltersdorf è un comune austriaco di 4 345 abitanti nel distretto di Baden, in Bassa Austria; ha lo status di comune mercato (Marktgemeinde).